# Yap (stato)
Lo Stato di Yap è uno dei quattro Stati Federati di Micronesia. Situato nell'Oceano Pacifico occidentale, comprende numerose isole dell'arcipelago delle Caroline posizionate fra la Repubblica di Palau, Guam e Chuuk.

## Storia
Le isole sono state popolate, presumibilmente, da popolazioni provenienti dall'Insulindia e dalle isole dell'Ammiragliato.
Nel 950 d.C. circa è stato sede dell'Impero di Yap contemporaneo all'Impero Tu'i Tonga.
I primi occidentali a visitare l'isola furono i portoghesi nel 1525 quando il navigatore Diego Da Rocha giunse a Ulithi e vi rimase per quattro mesi.
Come Chuuk, Pohnpei e Kosrae ha fatto parte delle Indie orientali spagnole. Venne una prima volta occupata dall'Impero Tedesco il 24 agosto 1885, dando il via alla cosiddetta questione delle Caroline, risolta con la mediazione pontificia il 17 dicembre seguente, con il ritorno della sovranità spagnola grazie alla mediazione pontificia.
Passò definitivamente all'Impero coloniale tedesco nel 1899 e dopo la prima guerra mondiale dell'Impero giapponese.
Con la sconfitta dell'impero nipponico, il territorio di Yap entrò a far parte, (insieme alle altre isole Caroline, Marshall e Marianne), del Territorio fiduciario delle Isole del Pacifico dal 1947 al 1990, anno dell'indipendenza.

## Geografia fisica

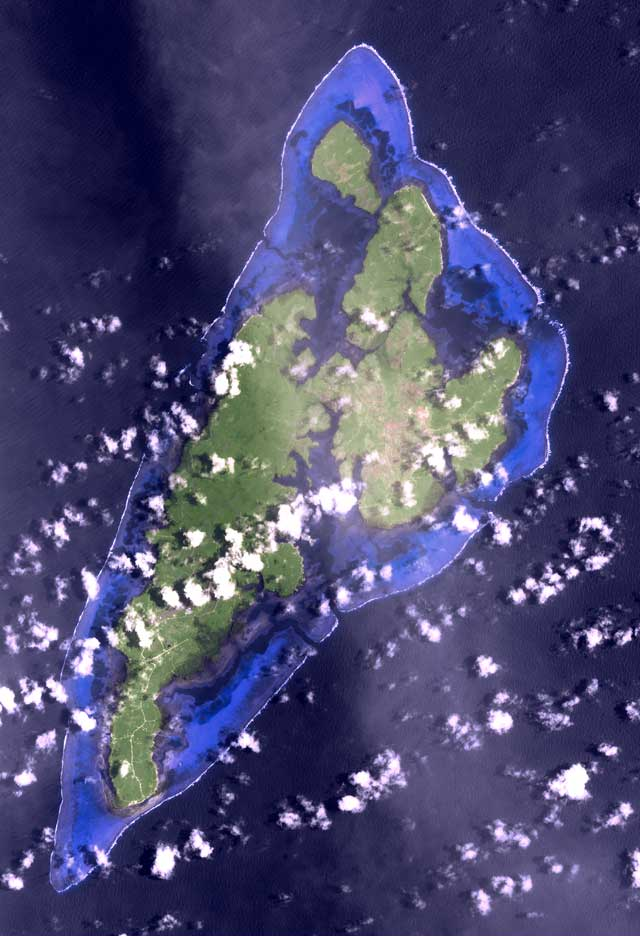
L'isola Yap vista dal satellite

Lo Stato di Yap comprende una vasta area della parte occidentale degli Stati Federati di Micronesia, da ovest a est si estende per oltre 1100 km e da nord a sud per 350 km. Il punto più occidentale si trova nell'atollo di Ngulu e quello più orientale sull'isola di Pikelot vicino alla frontiera con lo stato di Chuuk.
Il capoluogo Colonia si trova sull'isola di Yap nella parte nord-occidentale dello stato.

### Isole e atolli
Le isole al di fuori delle isole Yap (Yap Proper) sono chiamate Outer Islands o isole esterne di Yap ma la geografia permette di repartirle tra occidentali e orientali:

#### Isole occidentali
- Ngulu (Atollo composto da nove isole)
- Yap (Yap Proper) (Atollo con quattro isole emerse e nove piccole isole coralline)
- Ulithi (Atollo di 34 isole) (esclusa l'isola di Falalop)
- Turtle Islands (Atollo con tre isole)
- Zohhoiiyoru Bank (Atollo con due isole)
- Sorol (Atollo con nove isole)
- Falalop (Isole a est dell'atollo di Ulithi)
- Fais (Isola)

#### Isole orientali
- Woleai (Atollo con 18 isole)
- Eauripik (Atollo con tre isole)
- Faraulep (Atollo con tre isole)
- Ifalik (Atollo con tre isole)
- Gaferut (Isola)
- Olimarao (Atollo con due isole)
- Lamolior (Atollo con due isole)
- Elato (Atollo con tre isole)
- Piagailoe (Atollo con un'isola)
- Lamotrek (Atollo con tre isole)
- Pikelot (Isola)
- Satawal (Isola)

## Popolazione
La popolazione, di 11 758 abitanti, è composta da Micronesiani e le lingue ufficiali sono l'inglese, lo yapese, l'ulithiano e il woleaiano.

## Ordinamento dello stato

### Suddivisioni amministrative
Lo Stato è suddiviso in due distretti che a loro volta sono suddivisi in municipalità.

### Distretti
- Isola di Yap (7.731 ab./2008)
- Isole esterne di Yap (4.027 ab./2008)

### Municipalità
- Colonia · Dalipebinaw · Fanif · Gagil · Gilman · Kanifay · Maap · Rumung · Tomil · Weloy · Eauripik · Elato · Fais · Faraulep · Ifalik · Lamotrek · Ngulu · Satawal · Ulithi · Woleai

## Società

### Istituzioni, enti e associazioni
Yap, a differenza degli altri stati federati, ha una gestione istituzionale molto legata alla tradizione. Come potere legislativo, oltre ad avere il Governo composto da dieci membri, è dotato del Consiglio di Pilung e del Consiglio di Tamol. Questi due organismi si occupano di tradizioni e costumi.

## Economia

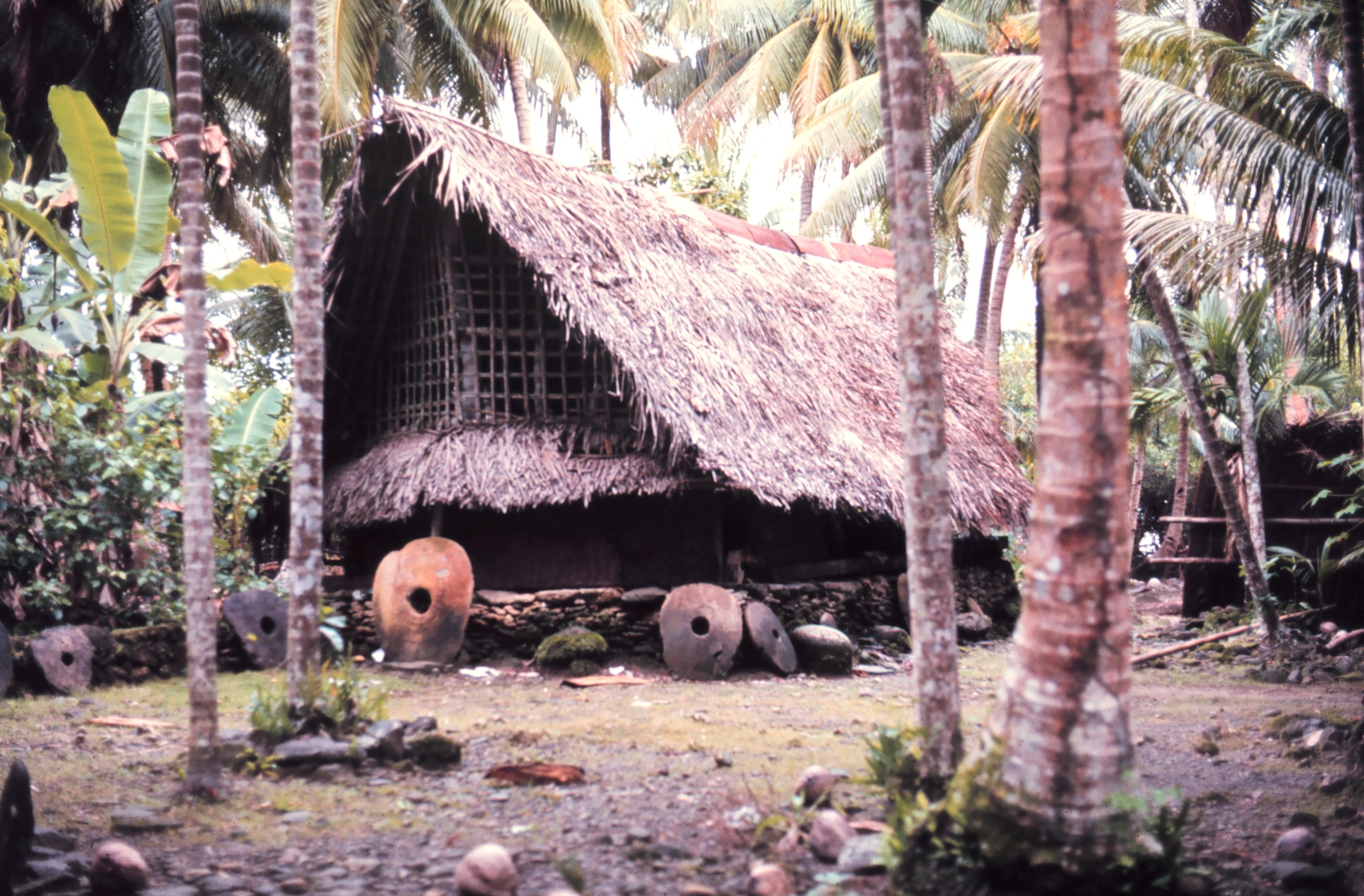
Tipica abitazione di Yap

### Trasporti
Lo Stato è dotato di un aeroporto internazionale ubicato sull'isola Yap e dell'aeroporto di Ulithi, realizzato sull'isoletta Falalop dell'omonimo atollo.

## Tradizioni e folclore

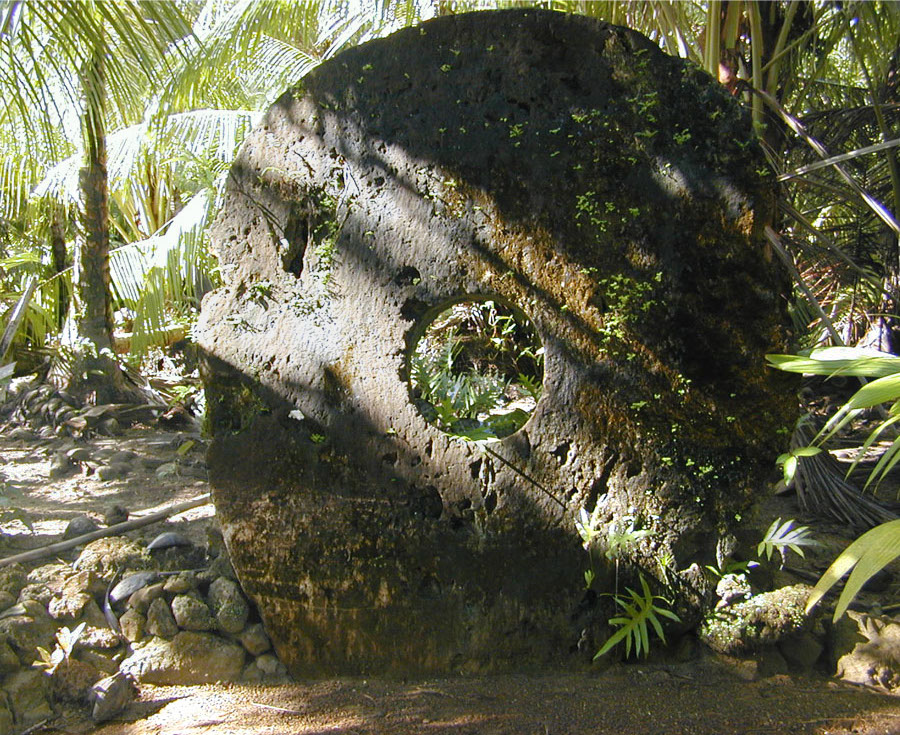
Una moneta di pietra

La cultura e le tradizioni sono ancora forti, se comparate alle isole vicine. Nel 1731 dei missionari cattolici tentarono di convertire la popolazione ma vennero massacrati.
Il simbolo dello Stato è senza dubbio la moneta Rai. Usate come forma di pagamento, sono delle pietre di basalto provenienti da Palau, tuttora usate come simbolo di potere economico delle tribù.

### Festività
Le festività dello Stato di Yap sono nove.
| Festa       | Nome                                    | Note                            |
| ----------- | --------------------------------------- | ------------------------------- |
| 1º gennaio  | Anno nuovo                              |                                 |
| 1º marzo    | Giorno di Yap                           |                                 |
| 10 maggio   | Giorno degli FSM                        | Anniversario della Costituzione |
| 1º giugno   | Giorno della piantumazione degli alberi |                                 |
| 3 novembre  | Giorno dell'indipendenza degli FSM      |                                 |
| 24 dicembre | Giorno della Costituzione di Yap        |                                 |
| 25 dicembre | Natale                                  |                                 |

## Curiosità
- Dell'isola si parla nel film del 1954 Il trono nero.